# Viola pseudomirabilis
Viola pseudomirabilis är en violväxtart som beskrevs av Coste. Viola pseudomirabilis ingår i släktet violer, och familjen violväxter. Inga underarter finns listade i Catalogue of Life.